# Петер (герцог Шлезвіг-Гольштейнський)
Петер Шлезвіг-Гольштейнський (нім. Peter zu Schleswig-Holstein), уроджений Фрідріх Ернст Петер Шлезвіг-Гольштейн-Зондербург-Глюксбурзький (нім. Friedrich Ernst Peter von Schleswig-Holstein-Sonderburg-Glücksburg; 30 квітня 1922 —  30 вересня 1980) — титулярний герцог Шлезвіг-Гольштейну у 1965—1980 роках, уроджений принц Шлезвіг-Гольштейн-Зондербург-Глюксбурзький, син герцога Шлезвіг-Гольштейнського Вільгельма Фрідріха та принцеси Марії Меліти Гогенлое-Лангенбурзької.

## Біографія
Петер народився 30 квітня 1922 у маєтку Луїзенлунд. Він був третьою дитиною та третім сином в родині принца Шлезвіг-Гольштейн-Зондербург-Глюксбурзького Вільгельма Фрідріха та його дружини Марії Меліти Гогенлое-Лангенбурзької. Хлопчик мав старших братів Ганса Альбрехта та Вільгельма, який передчасно помер у 1926 році. У 1927 у нього з'явилася молодша сестра Марія Александра. Мешкало сімейство в маєтках Луїзенлунд та Ґрюнхольц.
У 1934 році батько успадкував титул герцога Шлезвіг-Гольштейнського. За десять років старший брат загинув у Другій світовій. Оскільки він не мав нащадків, Петер став спадкоємним принцом.
У віці 25 років Петер взяв шлюб із 24-річною принцесою Марією Алісою Шаумбург-Ліппською. Весілля відбулося 9 жовтня 1947 в Глюксбурзі. У подружжя з'явилося четверо дітей.
У 1965 році Вільгельм Фрідріх помер, і Петер став герцогом Шлезвіг-Гольштейну. Сам він пішов з життя 30 вересня 1980 року у Бінебеку. Похований на родинному цвинтарі Луїзенлунда поруч із матір'ю.

## Титули
- 30 квітня 1922—10 серпня 1944 — Його Високість Принц Петер Шлезвіг-Гольштейн-Зондербург-Глюксбурзький;
- 10 серпня 1944—10 лютого 1965 — Його Високість Спадкоємний Принц Шлезвіг-Гольштейну;
- 10 лютого 1965–30 вересня 1980 — Його Високість Герцог Шлезвіг-Гольштейну.

## Родина
Дружина — Марія Аліса Шаумбург-Ліппська
Діти:
- Маріта (нар.1948) — дружина барона Вільфріда фон Плото, має сина та доньку;
- Крістоф (1949—2023) — титулярний герцог Шлезвіг-Гольштейна, одружений з Єлизаветою Ліппе-Вайссенфельською, має четверо дітей;[2]
- Александр (нар.1953) — одружений з Барбарою Беатою Ферч, має двох дітей;
- Інгеборга (нар.1956) — художниця, одружена з Ніколаусом Брошеком, має сина